# Barklöst sträfse
Barklöst sträfse (Chara braunii) är en kransalgsart i släktet sträfsar. Den kan bli upp till 20 centimeter, och lever i grunda mjuka bottnar.
Barklöst sträfse har som namnet antyder ingen bark så som de andra sträfsena. Den är därför lätt att känna igen. Den har dock, som sina släktingar, odelade kransgrenar vilket gör att den kan särskiljas från slinken och havsrufse. Kransgrenarna är hopsnörda vid noderna och är där väldigt mörkgröna. Barklöst sträfse har hon- och hanorgan på samma planta. Arten är mycket ovanlig och är upptagen på Sveriges lista över hotade arter.
Barklös sträfse växer i vågskyddade vikar, ofta inne i vassbälten. Den förekommer på mjuk dybotten, ofta med inslag av sand, grus och sten. Längs Sveriges kust har den endast påträffats i Norrbottens skärgård där salthalten inte överstiger 3 ‰. De flesta fynd hittas grundare än 0,6 m.